# 아세트아마이드

아세트아마이드(영어: acetamide 또는 에탄아마이드, 영어: ethanamide)는 화학식 CH3CONH2를 갖는 유기 화합물이다.
아세트산에서 추출한 가장 간단한 아마이드로, 가소제와 산업용 용매로 사용된다. 디메틸아세트아마이드(DMA)가 더 널리 사용되지만, 아세트아마이드로 제조되지는 않는다.
아세트아마이드는 카보닐기(CO)의 양쪽에 2개의 메틸기(CH3)를 갖는 아세톤과 이들 위치에 2개의 아미드기(NH2)를 갖는 요소 사이의 중간체로 간주될 수 있다.
아세트아미노펜과 마찬가지로 아세트아닐리드에서 유래되었으며, 아미노기(-NH2)가 아세틸기(-COCH3)로 치환된 구조를 가지고 있다.

## 생산
아세트아마이드는 아세트산 암모늄으로부터 탈수에 의해 실험실에서 생산될 수 있다
[NH4][CH3CO2] → CH3C(O)NH2 + H2O
아세트아마이드는 환원 아민에 일반적으로 사용되는 조건에서 아세틸라세톤의 암모늄 분해를 통해 우수한 산출량으로 얻을 수 있다. 일부 실험실 방법과 유사한 방식으로 아세트 아미드는 아세트산 암모늄을 탈수하거나 아크릴로 니트릴 생산의 부산물 인 아세토 니트릴의 수화를 통해 생성된다.
CH3CN + H2O → CH3C(O)NH2